# Burton J. Smith

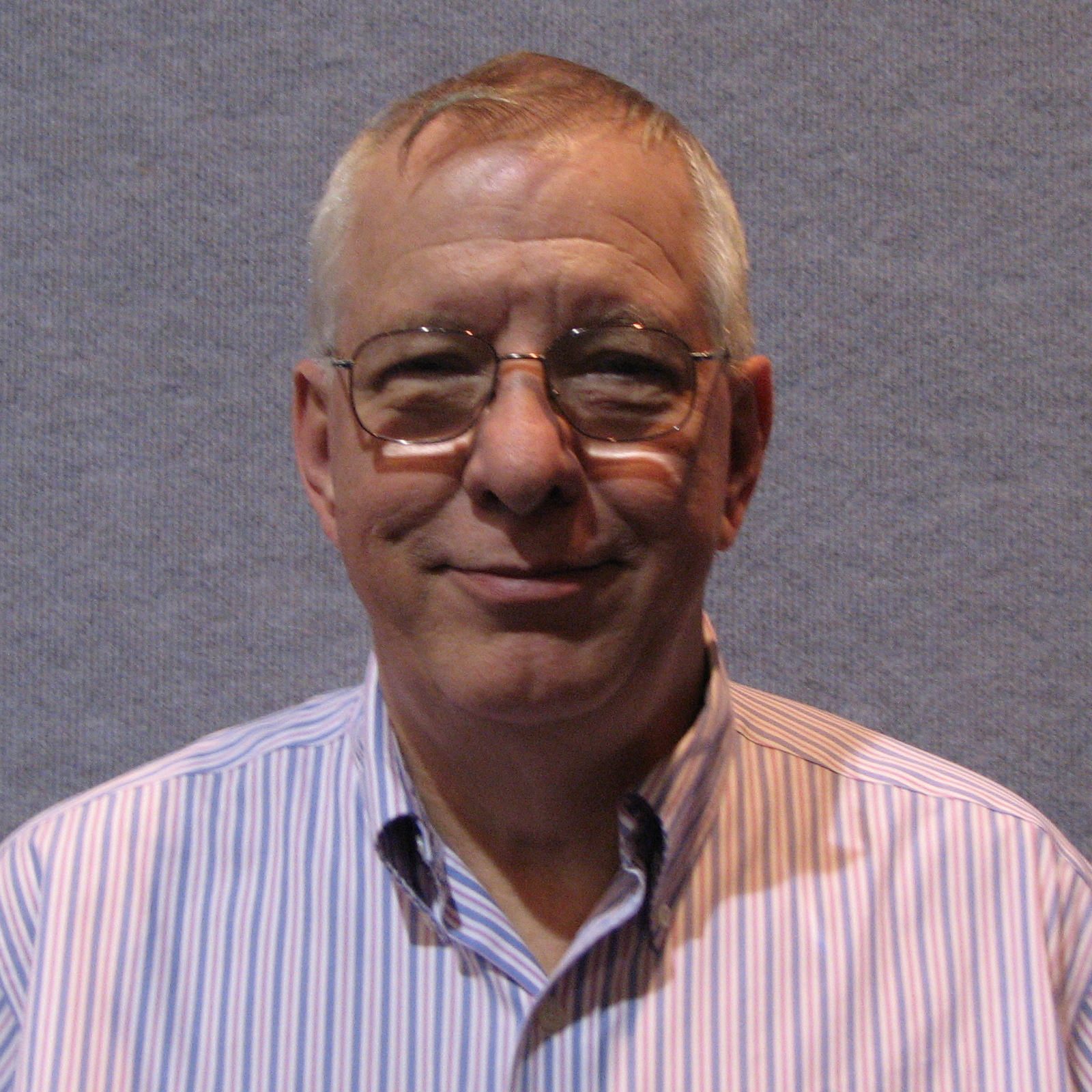
Burton J. Smith auf Supercomputing 2007

Burton Jordan Smith (* 21. März 1941; † 3. April 2018 in Burien, Washington) war ein US-amerikanischer Computer-Konstrukteur.

## Leben
Smith erwarb 1967 seinen Bachelor-Abschluss in Elektrotechnik an der University of New Mexico und wurde 1972 am Massachusetts Institute of Technology (MIT) promoviert. Er lehrte 1970 bis 1979 am MIT und der University of Colorado. Danach war er sechs Jahre bei der Denelcor Inc. in Colorado, wo er der Hauptarchitekt des Heterogeneous Element Processor (HEP) war, der 1982 auf den Markt kam. Er verwendet Multithreading (Barrel Computer) und gilt als erster kommerziell erhältlicher Multiple Instruction Multiple Data (MIMD) Rechner. 1985 bis 1988 war er Fellow des Institute for Defense Analyses, wo er ebenfalls in der Supercomputer-Forschung war. 1988 war er einer der Gründer der Tera Computer Company (zuerst Washington, D.C., dann Seattle), die den MTA Supercomputer herstellte (später Cray-MTA), der zeitlich abwechselndes Multithreading von Aufgaben in den vielen Registern der jeweiligen Prozessoren verwendet (Barrel Computer). 2000 kauften sie Cray Research auf und Tera Computer wurde in Cray Inc. umbenannt. Smith war leitender Wissenschaftler und 1988 bis 2005  im Vorstand und 1988 bis 1999 der Vorstandsvorsitzende von Tera und später Cray.
Seit 2005 war er Technical Fellow der Microsoft Corporation, der direkt dem Chief Technical Officer unterstand.
Smith galt als einer der führenden Experten für Hochleistungscomputerarchitekturen und Programmiersprachen für Parallelrechner. 1991 erhielt er den Eckert-Mauchly Award. 2003 erhielt er den Seymour Cray Computer Engineering Award und wurde in die National Academy of Engineering aufgenommen. 2010 wurde er Mitglied der American Academy of Arts and Sciences.
Er starb am 3. April 2018 im Highline Medical Center in Burien, Washington.